# Арковий басейн
Арковий басейн — підземне водосховище в місті Рамлі, Ізраїль, зведене в кінці VIII століття. Пам'ятник архітектури — єдина велика споруда епохи Аббасидів, виявлена на території Ізраїлю. Один з найбільш ранніх прикладів використання в будівництві стрілчастих арок. В даний час — популярна туристична визначна пам'ятка міста Рамлі. Арковий басейн відреставрований і відкритий для відвідин. Ексурсанти можуть спуститися у підземне водосховище і покататися по ньому на гребних човнах.

## Назви
Підземний арковий басейн у місті Рамлі має кілька назв.
Назву «Арковий басейн» (загальноприйнята в даний час, в тому числі у науковій літературі) дали підземному водосховищу археологи через його унікальні аркові перекриття.
Дві місцеві арабські назви водосховища можна перекласти як «Козячий колодязь» або «Купальня невірної».
У християнській традиції використовується назва «Басейн Св. Олени», що походить з часів хрестоносців.

## Історія

### Передумови будівництва
Арковий басейн був споруджений при п'ятому халіфі Аббасидського халіфату, Гарун аль-Рашиді (763—809), знаменитому халіфові, згаданому в казках «Тисяча і одна ніч». Будівництво було завершено до 172 року за ісламським календарем (789 рік н. е..). На стіні біля початку спуску в підземелля зберігся напис з датою закінчення робіт.
Арочний басейн був одним із елементів складної системи водопостачання Рамлі у VIII—X століттях нашої ери. Місто Рамла булозасноване у 705—715 роках Сулейманом Абд-аль-Маліком як столиця джунда Філастін в стратегічно вигідному, але маловодному місці, на піщаних дюнах. Для постачання Рамлі водою були вириті колодязі, споруджені акведук довжиною близько 10 км, що доставляє воду з ключів на пагорбі Тель-Ґезер, кілька підземних водяних резервуарів біля Білої мечеті і, нарешті, побудований Арочний басейн.
Система водопостачання стародавнього Рамлі, включаючи акведук і Арочний басейн, функціонувала, на думку археологів, приблизно 150 років. Акведук поступово приходив в непридатність, мабуть, через припинення обслуговування і ремонту, і був остаточно зруйновано землетрусами 1033 і 1068 років.

### Археологічні дослідження та реставраційні роботи
Перші розкопки Арочного басейну зробив французький археолог маркіз Ду Вог (De Vogüé) у 1862 році. Підземне водосховище виявилося забитим піском і мулом, але сама будівля майже не постраждала від часу і землетрусів. Ду Вог виявив на стіні коридору біля спуску в басейн напис з датуванням закінчення робіт. Але самою цікавою знахідкою були стрілчасті арки, які підтримують дах басейну. На підставі цієї знахідки Ду Вог доводив, що готичний стиль архітектури, основним елементом якого є стрілчасті арки не зародився в Європі, а був запозичений  хрестоносцями із архітектури близького сходу — Єгипту, Персії, Леванту.
В 1934—1937 роках Управління старожитностей Британського Мандату провело роботи з вивчення, реставрації та збереження Арочного басейну.
У 1960 році муніципалітет Рамла очистив басейн і перетворив його в туристичний атракціон з гребними човнами.
У 2007 році басейн закрили через те, що зі стін і стелі відвалилося кілька великих шматків штукатурки.
У 2009 році Ізраїльським управлінням старожитностей був складений проект консерваційних робіт у басейні

і проведені археологічні розкопки
.
Після завершення робіт Арочний басейн знову забезпечили гребними човнами і відкрили для публіки.

## Конструкція Аркового басейну
Арковий басейн споруджений всередині великої ями. Площа басейну близько 400 м2, середня висота 9 метрів, обсяг 5700 м3. Протилежні стіни басейну трохи не паралельні один одному. Стіни і підлога басейну водонепроникні.
В басейні є 16 бічних опор — колон прямокутного перерізу і 15 центральних колон хрестоподібного перетину. Колони з'єднуються стрілчастими арками. Над арками викладені стіни, зі стрілчастими ж вікнами над кожною аркою, на які спирається склепінчастий дах. Спочатку дах мав 6 склепінь, з яких до теперішнього часу збереглося п'ять. Склепіння даху знаходилися під шаром ґрунту, вилученого під час реставраційних робіт 1934—1937 років. У склепіннях даху зроблені отвори, навколо яких були викладені циліндричні кам'яні труби — колодязі.
В одній зі стін басейну на висоті приблизно 7 метрів від підлоги зроблений отвір, через який басейн наповнювався водою з каналу акведука. Із зовнішньої сторони стіни навпроти наливного отвору знаходиться невеликий попередній басейн, призначений, мабуть, для фільтрування сміття і для того, щоб зменшити швидкість потоку (напір) води, що наливався в Арковий басейн з акведука.
В даний час басейн наповнюється ґрунтовими водами через тріщини в підлозі і стінах.

## Туристична інформація
Басейн відкритий в Пн, Вт, Чт, Пт та Нд з 8:00 до 21:00, в Сб з 8:00 до 15:30.
Для екскурсій з великими групами рекомендується зарезервувати час відвідування арочного басейну заздалегідь.